# Dictionary of National Biography
Dictionary of National Biography (DNB) är ett engelskspråkigt biografiskt lexikon som behandlar personer med betydelse för brittisk historia. Det kom först ut 1884–1900. I dag föreligger en reviderad utgåva i 60 band, som också har lagts ut på internet.